# Шиннекок (Нью-Йорк)
Шиннекок (англ. Shinnecock Hills) — переписна місцевість (CDP) в США, в окрузі Саффолк штату Нью-Йорк. Населення — 2282 особи (2020).

## Географія
Шиннекок розташований за координатами 40°53′17″ пн. ш. 72°27′20″ зх. д. / 40.88806° пн. ш. 72.45556° зх. д. (40.888057, -72.455687).  За даними Бюро перепису населення США в 2010 році переписна місцевість мала площу 7,87 км², з яких 7,35 км² — суходіл та 0,52 км² — водойми.

## Демографія
Згідно з переписом 2010 року, у переписній місцевості мешкало 2188 осіб у 744 домогосподарствах у складі 481 родини. Густота населення становила 278 осіб/км².  Було 1500 помешкань (191/км²).
Расовий склад населення:
| - 86,1 % — білих - 2,3 % — корінних американців - 2,1 % — чорних або афроамериканців - 1,1 % — азіатів - 0,2 % — вихідців з тихоокеанських островів - 6,9 % — осіб інших рас |

До двох чи більше рас належало 1,3 %. Частка іспаномовних становила 29,9 % від усіх жителів.
За віковим діапазоном населення розподілялося таким чином: 20,7 % — особи молодші 18 років, 65,9 % — особи у віці 18—64 років, 13,4 % — особи у віці 65 років та старші. Медіана віку мешканця становила 35,2 року. На 100 осіб жіночої статі у переписній місцевості припадало 104,9 чоловіків;  на 100 жінок у віці від 18 років та старших — 101,6 чоловіків також старших 18 років.
Середній дохід на одне домашнє господарство  становив 121 084 долари США (медіана — 71 875), а середній дохід на одну сім'ю — 150 001 долар (медіана — 109 250). За межею бідності перебувало 8,2 % осіб, у тому числі 0,0 % дітей у віці до 18 років та 1,4 % осіб у віці 65 років та старших.
Цивільне працевлаштоване населення становило 927 осіб. Основні галузі зайнятості: освіта, охорона здоров'я та соціальна допомога — 28,9 %, будівництво — 17,3 %, роздрібна торгівля — 11,3 %, науковці, спеціалісти, менеджери — 9,8 %.